# Das doppelte Lottchen (1950)
Das doppelte Lottchen ist die erste Verfilmung des gleichnamigen Buches des deutschen Schriftstellers Erich Kästner aus dem Jahr 1950, für die der Autor selbst das Drehbuch schrieb und in der er die Rolle des Erzählers übernahm.

## Handlung
„Die Geschichte, um die es sich handelt, beginnt im Gebirge. In Seebühl. Kennen Sie eigentlich Seebühl? Das Gebirgsdorf Seebühl?“, mit diesen Worten beginnt die Geschichte, die hier der Autor selbst, Erich Kästner, höchstpersönlich erzählt. Dies ist jene erste Seite im Roman, die fast wortwörtlich übernommen wurde. Auch im weiteren Verlauf ist er der Erzähler.
Zwei zehnjährige Mädchen, die freche Luise Palfy aus Wien und die höfliche, bescheidene Lotte Körner aus München, treffen in einem Ferienheim für Mädchen in Seebühl am Bühlsee aufeinander. Sie können sich anfangs überhaupt nicht ausstehen, weil sie sich so ähnlich sehen. Nach einigen Nachforschungen stellt sich dann heraus, dass die beiden Zwillinge sind und durch die Scheidung ihrer Eltern auseinandergerissen wurden. Luises Vater ist Komponist in Wien, und Lottes Mutter, die wieder ihren alten Familiennamen angenommen hat, arbeitet in München.
Am Ende der Ferien vertauschen die Zwillinge ihre Rollen, was wegen der unterschiedlichen Fähigkeiten und Charaktereigenschaften zu einiger Verwirrung bei ihren nichtsahnenden Eltern führt. Als Lotte erfährt, dass ihr Vater wieder heiraten will, wird sie vor Kummer krank. Die Mutter erfährt durch einen Zufall von der Begegnung der Schwestern und schließlich auch von der Krankheit. Mutter und Luise fahren nach Wien, wo die Familie wieder zusammenfindet.

## Produktionsnotizen
Der Film wurde im Atelier der Bavaria Film in Geiselgasteig produziert. Die Außenaufnahmen entstanden in Thiersee, Rattenberg (Tirol) und in Reith im Alpbachtal. Die Uraufführung erfolgte am 27. November 1950 in Wien, in der Bundesrepublik dann am 22. Dezember 1950 in Bonn.

## Kritiken
„Das doppelte Lottchen erzählt die Geschichte um unvollständige Familien und Sehnsucht nach Harmonie, nach Familien mit Mutter und Vater, die vor dem Hintergrund der zahlreichen alleinstehenden und alleinerziehenden Mütter, Kriegerwitwen zumeist, in jenen Nachkriegsjahren ihre besondere Bedeutung bekam. Gerade weil der Film diesen Hintergrund nicht offen anspricht, sondern den familiären Elternmangel mit einer profanen Scheidung begründet, ist der Film auch heute noch ohne längere Erklärung für Kinder verständlich. So haben beide etwas: Die Kinder sehen eine gut gemachte, spannende Geschichte, und der Vater neben ihnen sieht einen Film seiner Kindheit, in der vollen Mehrdeutigkeit, die in diesem Wort steckt.“

„Formal zwar recht konventionell, sympathisch aber durch ihre selbstbewußte Sentimentalität, die nie kitschig wird. Feinsinnig der von Erich Kästner gesprochene Off-Kommentar, der die märchenhafte Hintergründigkeit dieser Utopie einer besseren Kindheit unterstreicht.“

## Auszeichnungen
- Das Land Nordrhein-Westfalen verlieh dem Film die Bewertung künstlerisch hochstehend.
- 1951 gab es beim Deutschen Filmpreis Preise in den Kategorien Bester Spielfilm, Beste Regie und für das Drehbuch.
- Vom Berliner Fachblatt Filmblätter erhielt der Film den Sonderpreis 1951 für den im Jahr 1951 meistterminierten Spielfilm.
- Der Film wurde bei den XII. Internationalen Filmfestspielen von Venedig gezeigt.

## Nachweise
1. ↑  Tirollywood – Infoblatt „Das doppelte Lottchen“. tirol.at, abgerufen am 19. Dezember 2020.
2. ↑  Alfred Bauer: Deutscher Spielfilm Almanach. Band 2: 1946–1955, S. 100
3. ↑  Das doppelte Lottchen. In: Lexikon des internationalen Films. Filmdienst, abgerufen am 27. August 2017.